# Mizuki Hamada
Mizuki Hamada (jap. 濱田 水輝 Hamada Mizuki; ur. 18 maja 1990) – japoński piłkarz występujący na pozycji obrońcy. Obecnie występuje w Avispa Fukuoka.

## Kariera klubowa
Od 2009 roku występował w klubach Urawa Reds, Albirex Niigata i Avispa Fukuoka.